# Mansize Rooster
Mansize Rooster es una canción de Supergrass, lanzado como el segundo sencillo de su álbum debut I Should Coco. Alcanzó el puesto número 20 en el UK Singles Chart, permaneciendo en el ranking por tres semanas. Como su predecesor "Caught by the Fuzz" fue limitado solo a 500 copias en el formato de disco de vinilo de 7''. Su lado B es "Sitting Up Straight". La canción apareció en la película Casper, la primera aventura  y está incluida en su soundtrack.
Fue interpretada en vivo en la primera aparición de Supergrass en televisión en el programa The World en 1995.

## Formato y lista de canciones
CD
1. "Mansize Rooster" (2:36)
2. "Sitting Up Straight" (2:19)
3. "Odd?" (4:10)

Disco de vinilo de 7''
1. "Mansize Rooster" (2:36)
2. "Sitting Up Straight" (2:19)

5'' / CD (solo en Francia)
1. "Mansize Rooster" (2:34)

## Video Musical
El vídeo,  grabado con un bajo presupuesto, fue dirigido por Dom and Nic. Comienza con varias tomas de Gaz Coombes que se enfocan en sus ojos, sus orejas y su boca. Luego, los tres miembros de la banda aparecen con Gaz en primer plano mientras Danny Goffey y Mick Quinn sacuden sus cabezas violentamente atrás de él. Una bañadera en una habitación completamente negra es vista, con hojas de un helecho en una maceta cuelgan sobre ella; un tapón luego cae en la bañadera mientras esta comienza a llenarse con agua de color azul. Patos de goma amarillos luego aparecen en el agua. Escenas de la banda en una habitación blanca tocando sus instrumentos, bailando alocadamente, saltando alrededor frente a un espejo.
Para este punto los tres miembros de Supergrass están sentados juntos en la bañadera desnudos, chapoteando y molestándose. Más tarde la bañadera se tambalea hacia adelante y acelera mientras la banda sigue dentro de ella, sosteniéndose a los bordes.  En un momento se utiliza una claqueta. Durante uno de los coros finales, Mick y Danny levantan una pantalla delante de Gaz y este se transforma en una mujer (con una peluca, pintalabios y senos falsos). El vídeo termina con la banda caminando de manera inusual mientras se alejan y la imagen desaparece. A lo largo del vídeo hay un uso ocasional de luces estroboscópica. 
Gaz usa su Gibson SG roja durante la grabación.